# Carlos Zárate (Boxer)
Carlos Zárate (* 23. Mai 1951 in Tepito, Mexiko; eigentlich Carlos Zárate Serna) ist ein ehemaliger mexikanischer Profiboxer und war von Mai 1976 bis Juni 1979 Weltmeister der WBC im Bantamgewicht. 1994 wurde er vom Ring Magazine als bester Bantamgewichtsboxer aller Zeiten geführt und fand noch im selben Jahr Aufnahme in die International Boxing Hall of Fame.
Mit einer KO-Quote von 90 % wurde er vom Ring Magazine 2003 auf Platz 21 der 100 schlagstärksten Boxer aller Zeiten geführt.

## Boxkarriere
Carlos Zárate gewann als Amateur 1969 die Mexikanischen Meisterschaften und wechselte 1970 in das Profilager, wo er von Jorge Zárate trainiert und von Arturo „Cuyo“ Hernández gemanagt wurde. Bis zu seinem ersten WM-Titelkampf gewann er jeden seiner 39 Kämpfe, davon 38 durch KO oder TKO, 29 davon innerhalb von nur drei Runden. Er besiegte dabei unter anderem James Martinez (Bilanz: 20-0), Orlando Amores (35-4, WBA-Herausforderer 1972), Benicio Sosa (42-4) und Nestor Jimenez (54-11, WBC-Herausforderer 1975 und 1979).
Am 8. Mai 1976 entthronte er im The Forum von Inglewood den WBC-Weltmeister Rodolfo Martínez (42-3) durch KO in der neunten Runde und konnte den Titel im Anschluss neun Mal verteidigen, darunter im August 1976 durch TKO in der zwölften Runde gegen Paul Ferreri (50-3), im November 1976 durch KO in der vierten Runde gegen den zweifachen olympischen Medaillengewinner Philip Waruinge (13-5) und im Februar 1978 durch TKO in der achten Runde gegen den späteren WBC-Weltmeister Alberto Dávila (26-4).
Einer seiner größten Erfolge gelang ihm in einem Nicht-Titelkampf am 23. April 1977 im The Forum, als er den ebenfalls ungeschlagenen Mexikaner und aktuellen WBA-Titelträger Alfonso Zamora (29-0, 29 KO) durch TKO in der vierten Runde besiegen konnte. Für 1977 wurde er zum Ring Magazine Boxer des Jahres gewählt.
Seine erste Niederlage erlitt er schließlich am 28. Oktober 1978 im Superbantamgewicht durch eine TKO-Niederlage in der fünften Runde gegen den WBC-Weltmeister und späteren Hall of Famer Wilfredo Gómez (21-0) aus Puerto Rico. Seinen WBC-Titel im Bantamgewicht verlor er zudem am 3. Juni 1979 durch eine knappe Punktniederlage an Lupe Pintor (38-4).
Nach 12 Siegen in Folge konnte er am 16. Oktober 1987 gegen Jeff Fenech (17-0) erneut um den WBC-Titel im Superbantamgewicht boxen, verlor jedoch durch eine technische Entscheidung, verletzungsbedingten Abbruch nach Zusammenstoß mit den Köpfen, in der vierten Runde. Seinen letzten Kampf, um den vakanten WBC-Titel im Superbantamgewicht, verlor er am 29. Februar 1988 durch TKO in der zehnten Runde gegen Daniel Zaragoza (35-4).